# 1042 (عدد)
1042 هو عدد صحيح، يلي العدد 1041 وويسبق العدد 1043.

## في الرياضيات

### خصائص
- عدد طبيعي.[3]
- عدد زوجي.[4][5]
- عدد موجب،[6] السالب منه هو -1042.[7]

## في التاريخ
- 1042 هـ هي سنة في التقويم الهجري.
- هي سنة 1042 م في التقويم الميلادي.

## وصلات خارجية
الأعداد الصاتمة، ديوان اللغة العربية.